# Острів Врангеля (Аляска)

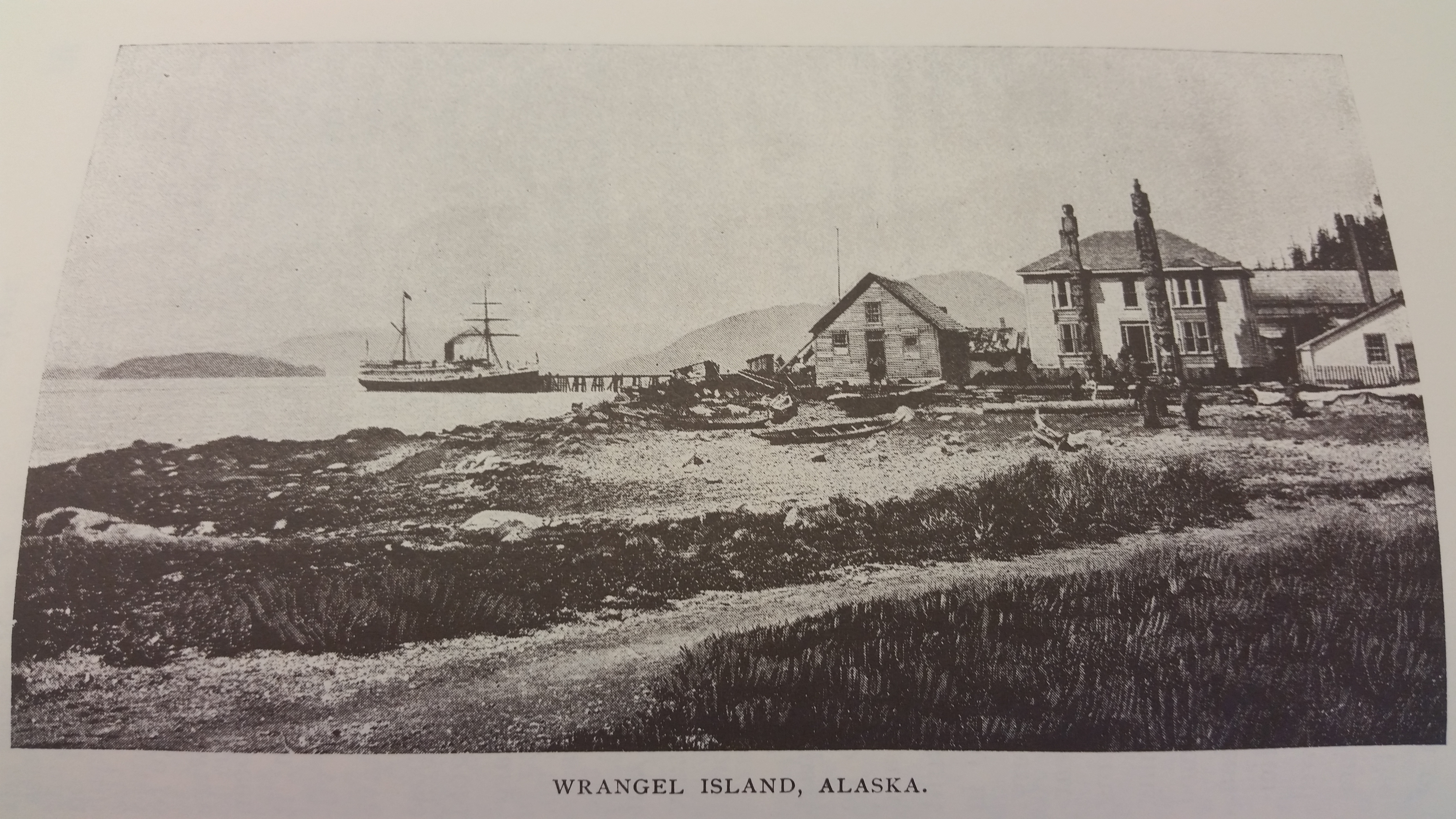
Острів Врангеля, Аляска

Острів Врангеля розташований в архіпелазі Олександра у штаті Аляска на південному сході Аляски. Має довжину 48 кілометрів (30 миль) та 8 до 23 кілометри (5,0—14,3 милі) завширшки. Він має площу суходолу 544,03 квадратного кілометра (210,05 квадратної милі), що робить його 29-м найбільшим островом у США. Врангель відокремлений від материка вузьким Блейк-каналом.
Першим європейцем, який побачив цей острів, був Джеймс Джонстоун, один з офіцерів Джорджа Ванкувера під час його експедиції 1791—1795 років у 1793 році. Він лише замалював її східне узбережжя, не розуміючи, що це острів. Він був окупований у 1834 р. росіянами та названий на честь Фердинанда Врангеля, німецького балтійського дослідника російської служби та урядового чиновника. З 1867 по 1877 рік тут був військовий пост США; пізніше він став спорядженням для мисливців та дослідників, а також для шахтарів, що використовували шлях річки Стикіне до Юкону.